# SEMA4F
SEMA4F‏ (Ssemaphorin 4F) هوَ بروتين يُشَفر بواسطة جين SEMA4F في الإنسان.